# IC 9
IC 9 ist eine aktive Spiralgalaxie mit ausgedehnten Sternentstehungsgebieten vom Hubble-Typ Sb im Sternbild Walfisch südlich der Ekliptik. Sie ist schätzungsweise 563 Millionen Lichtjahre von der Milchstraße entfernt und hat einen Durchmesser von etwa 65.000 Lj.

Im selben Himmelsareal befindet sich u. a. die Galaxie NGC 62.
Das Objekt wurde am 23. August 1892 vom französischen Astronomen Stéphane Javelle entdeckt.